# Гиткина, Леонора Семёновна
Леонора Семёновна Гиткина (бел. Леанора Сямёнаўна Гіткіна; род. 22 июля 1929, Минск, Минский округ, Белорусская ССР, СССР) — белорусский невролог, доктор медицинских наук, профессор, Заслуженный врач Республики Беларусь (1999).

## Биография
Родилась 22 июля 1929 года в Минске. В 1947 году окончила школу, в 1953 году Минский медицинский институт (ныне Белорусский государственный медицинский университет). С 1953 по 1959 год работала младшим научным сотрудником Белорусском научно-исследовательском институте неврологии, нейрохирургии и физиотерапии. С 1959 года работала в Белорусском институте усовершенствования врачей (ныне Белорусская медицинская академия последипломного образования). В 1961 году защитила докторскую диссертацию. Занимала должность ассистента, с 1975 по 1999 год заведующая отделом медико–социальной экспертизы и реабилитации.
В 1999 году вошла в состав Межведомственной медицинской комиссии Республики Беларусь.

## Научная деятельность
Автор 250 научных работ, 11 монографий и 20 методических рекомендаций. Сфера научных интересов: сосудистая патология головного мозга, цереброваскулярным заболеваниям, медико–социальной экспертизе, инвалидности и реабилитации.

## Награды
- Значок «Отличнику здравоохранения» (СССР) (1968),
- Грамота Президиума Верховного Совета БССР (1979)
- Почётная грамота УКПСС (1986)
- Заслуженный врач Республики Беларусь (1999)
- Премия АМН СССР имени В. М. Бехтерева (1978, совместно с И. П. Антоновым).